# Дэй, Рози
Рози Джейн Дэй (англ. Rosie Jane Day; 6 марта 1995, Кембридж)  — английская актриса.  Наиболее известна своими ролями в сериалах «Книжный магазин Блэка» и «Отбросы».

## Биография
Родилась в Кембридже и   выросла в Хартфордшире и Лондоне, будучи младшим из трёх детей в семье. Позднее семейство Дэй перебралось в Гэмпшир. Она посещала школу Шерборн Хаус  в Чандлерс Форд  и школу Атерли.
С 1999 года снимается в кино и на ТВ. Дебютировала ролью  Эммы в телесериале BBC «Надежда и слава». С 2000 года также выходит на театральную сцену. 

Известность ей принесло участие в драматическом хорроре Пола Хайета «Дом терпимости», отмеченном наградами и вниманием профессиональной критики.
В 2015 году снялась в  ромкоме «Римские свидания», где её партнёрами стали Сара Джессика Паркер, Рауль Бова и легендарная Клаудия Кардинале, с которой у Дэй было наибольшее количество совместных сцен. 

Также на её счету роль в популярном сериале «Чужестранка»,
В 2018 году на мировые телеэкраны вышли  британо-американские мини-сериалы «Обитатели холмов» (анимационный) и «Благие знамения», где актриса озвучивает и играет.

## Фильмография
- Надежда и слава (1999) — Эмма
- Книжный магазин Блэка (2000) — Рэйчел
- Под прикрытием (2002) — Шарлотта Лэмб
- Большая возня (2002) —  Дженни
- Семейное дело (2002) —  Харриет Матерсон
- Дочь Дарвина (2002) —  Этти Дарвин
- Бернард видит (2004 / 05) —  Николетт
- Романтики (2006) —  Дороти Уордсворт
- Семья Ладж (2006) —  Лора Ладж
- Жизнь Попата (2007) —  Татьяна
- Харли-стрит (2008) —  Тесс Эллиот
- Детективное агентство «Полумесяц» (2009) —  Шелли Трэверс
- Врачи (2009 / 11) —  Элис Гудсон / Мег Уайт
- Саммер в Трансильвании (2010) —  Мирана
- Холби Сити (2011) —  Кэй Баркер
- Весёлая ночка (2012) —  Хлоя
- Дом терпимости (2012) — Энджел
- Последствия (2012) — Ханна
- В тылу (2012) — Милли
- Отбросы (2013) — Люси
- Бестолочи (2014) — Элль
- Сестра (2014) — Грейс
- Железный рыцарь 2 (2014) — Кейт
- Вой (2015) — Нина
- Наручники (2015) — Стейси Шоукросс
- Римские свидания (2015) — Саммер
- Чужестранка (2016) — Мэри Хоукинс
- Гранчестер (2017) — Джоан Уитакер
- Главный подозреваемый 1973 (2017) —  Пэм Теннисон
- Обитатели холмов (2018)
- Второстепенный (2018)
- Еретики (2018)  — Сестра Эмелин
- Благие знамения (2018)  — Лиза
- Дальше по коридору (2018)  — Сьерра[4]

## Награды  и номинации
- 2013: Премия Screamfest Horror Film Festival[англ.] за лучшую женскую роль    («Дом терпимости»)
- 2016: Номинация на лучшую женскую роль на Международном кинофестивале в Портсмуте («Сестра»)
- 2016: Премия «Спутник» за лучший актёрский состав в телесериале («Чужестранка»)